# Eduard Emil Eckert
Pour les articles homonymes, voir Eckert.
Eduard Emil Eckert, né à Dresde et mort le 9 janvier 1866, était un avocat et essayiste allemand connu pour ses opinions antimaçonniques. Il milita pour faire interdire la franc-maçonnerie dans le royaume de Saxe. Il édita le journal la gazette libérale de Saxe.

## Biographie
En 1851, il adressa une pétition à la diète de Saxe pour l'abolition de la franc-maçonnerie. En 1852, il adressa une plainte à la première chambre de la diète. Les 2 chambres statuèrent sur sa plainte. La pétition fut rejetée. Il parvint à convaincre le ministre de la guerre Von Rabenhorst du bien-fondé de sa pétition. Celui-ci ordonna en avril 1852 à tous ses officiers maçons de démissionner de leurs loges respectives dans un délai de 3 mois. À sa suite, de nombreux fonctionnaires et membres du clergé donneront également leur démission.
Lors de son voyage à Berlin, afin d'y militer pour l'abolition de la Maçonnerie dans les états prussiens, la police l'arrêta sous le prétexte d'une conjuration ourdie contre le roi et le princerégent. Il en tira une brochure exposant ces faits. Il obtint une audience d'Otto Theodor von Manteuffel, un opposant du Kronprinz Wilhelm. Il se convertit au catholicisme à Vienne.
Le décès d'Eckert fut attribuée à un suicide, mais dans le numéro du 17 décembre 1864, le journal maçonnique de Leipzig (Die Freiermauer Zeitung von Leipzig) aurait déclaré ouvertement que Eckert a succombé sous les coups d'un assassin mystérieux.

## Théories
Après les révolutions de 1848, Eckert étudia la possibilité que toutes ses révolutions simultanées n'aient eu qu'une seule source, les sociétés secrètes et parmi elles, la franc-maçonnerie. Il expliqua que les objectifs de la maçonnerie ne sont pas seulement moraux mais aussi religieux et que l'exclusion de candidats pauvres et sans influence révêlait ses objectifs économiques et politiques. Il nia son caractère philanthropique, expliquant que le secret et l'exclusivité de l'ordre ne sont pas compatibles avec l'aide publique. Il dénonça la proximité idéologique de la maçonnerie et du socinianisme, le déisme, le naturalisme et la sympathie ou appartenance du clergé protestant à l'organisation. Il émit l'hypothèse que les loges se divisaient en 2: les théoriciens et les exécutants qui ignorent les véritables objectifs de la maçonnerie.

## Analyses
Selon Jacob Katz, avec l'ouvrage Der Freimaurer Orden in seiner wahren Bedeutung, les graines d’une hostilité commune à l’encontre des juifs et francs-maçons (la judéo-maçonnerie) sera semée pour la première fois. Pour Aleksander Dmitrievich Netchvolodow, le livre La franc-maçonnerie dans sa véritable signification révèle la réelle nature de la franc-maçonnerie et ses attaches étroites avec le Judaïsme.

## Œuvres
en allemand
Livres
- Der Freimaurer Orden in seiner wahren Bedeutung, Dresde, 1852 Version en ligne en français, traduit par l'abbé Jean Guillaume Gyr.
- Die Mysterien der Heidenkirche erhalten und fortgebildet im Bunde der alten und der neuen Kinder der Wittwe, Schaffhausen, 1860.
- Magazin der Beweisführung für Verurtheilung des Freimaurer-ordens als Ausgangspunkt aller Zerstörungsthätigkeit gegen jedes Kirchenthum, Staatenthum, Familienthum und Eigenthum mittelst List, Verrath und Gewalt, 2 Bde, Schaffhausen: F. Hurter, 1855-56.

Brochures
- Geschichte meiner persönlichen Anklage des Freimaurer-Ordens als einer Verschwörungs-Gesellschaft bei dem Ministerium zu Berlin und meiner Behandlung als Verbrecher darauf, etc., Schaffhausen, 1858.

en français
- La franc-maçonnerie dans sa véritable signification, ou son organisation, son but, son histoire
- Le Temple de Salomon, (Ce livre est une explication des emblèmes et symboles maçonniques[5]).
- Recueil des preuves destinées à faire condamner la Franc-Maçonnerie comme le principe de toutes les entreprises coupables tentées dans le but de détruire la religion, l'état, la famille et la propriété, au moyen de la ruse, de la trahison et de la violence.